# Francesc Ignasi Alzina
Francesc Ignasi Alzina (Gandia, la Safor, 2 de febrer de 1610 - Filipines, 30 de juliol de 1674) va ser un jesuïta i missioner valencià. Entrà en la Companyia de Jesús el 1624, i el 1632 anà a les Filipines, on professà el 1643. Allí fou rector de parròquia a les illes de Leyte i Samar, de les Visayas, durant trenta-cinc anys. Va escriure una sèrie de manuals pràctics per a missioners i alguns devocionaris en llengua visaya. La seua obra principal, Historia natural del sitio, fertilidad y calidad de las islas, e indios de Bisayas, preparada per a la seua edició el 1668, per algun motiu no s'arribà a imprimir, i ha romàs inèdita, conservada en manuscrits i coneguda només per uns pocs estudiosos fins a dates recents. Es tracta de la relació més detallada de les que es van fer d'una regió de les Filipines, la seua flora i fauna, els costums dels pobladors, l'organització social, la literatura, les creences precristianes i altres informacions històriques, lingüístiques i etnològiques, acompanyades de dibuixos acolorits.